# Psychoda aculeata
Psychoda aculeata és una espècie d'insecte dípter pertanyent a la família dels psicòdids que es troba a Centreamèrica: Costa Rica, incloent-hi la província de Guanacaste.